# 斯蒂芬·C·斯特恩斯
斯蒂芬·C·斯特恩斯（英語：Steven B. Smith，1946年12月12日—）是一位美国进化生物学家，耶鲁大学艾德·巴斯生态与进化生物学教授，在耶鲁大学开放课程中有开设36节课的《进化，生态和行为原理》（Principles of Evolution, Ecology and Behaviour）。